# CHMP4C
CHMP4C‏ (Charged multivesicular body protein 4C) هوَ بروتين يُشَفر بواسطة جين CHMP4C في الإنسان.